# Kinbergonuphis vexillaria
Kinbergonuphis vexillaria är en ringmaskart som först beskrevs av Moore 1911.  Kinbergonuphis vexillaria ingår i släktet Kinbergonuphis och familjen Onuphidae. Inga underarter finns listade i Catalogue of Life.